# کارشن
کارشن (به لهستانی:  Karsin) یک روستا در لهستان است که در گمینا کارشن واقع شده‌است.
 کارشن  ۲٬۲۰۰ نفر جمعیت دارد.